# Filippo Lippi
Fra Filippo Lippi (Firenca, oko 1406. – Spoleto, 8. listopada 1469.), talijanski slikar.
Predstavnik je firentinskog slikarstva rane renesanse. Razvio se pod utjecajem fra Angelica te novog shvaćanja prostora i realističke modelacije figura kod Masaccioa. Ta dva slikarska izraza stapaju se u njegovim freskama ciklusa iz života Sv. Ivana Krstitelja u katedrali u Pratu i iz života Marijina u katedrali u Spoletu. Slikajući Bogorodice s djetetom ili s anđeliam i svecima daje im prirodne crte talijanskih žena.
U koncepciji sakralnih slika i fresaka zadržao je kasnogotičku liniju slikarstva, a u idealiziranim likovima Madone i prikazima pejzaža približava se lirskom shvaćanju firentinskih ranorenesansnih majstora. 
Bio je učitelj sina Filippina i Botticellija.

## Odabrana djela
- Madona s Djetetom na prijestolju i svecima (c. 1430.) - daska, 43,7 x 34,3 cm, Muzej Diocesano, Empoli.
- Madona s Djetetom na prijestolju (Madonna od Tarquinia) (1437.) -tempera na dasci, 151 x 66 cm, Nacionalna galerija umjetnosti, Rim.
- Madona s Djetetom i svecima (1437.) - tempera na dasci, 208 x 244 cm, Louvre, Pariz.
- Navještenje s dva donora (c. 1440.) - Ulje na dasci, 155 x 144 cm, Nacionalna galerija umjetnosti, Rim.
- Madona s Djetetom (c. 1452.) - tempera na dasci, promjera 135 cm, Galerija Pitti, Firenca.
- Navještenje (c. 1443.) - Wood, 203 x 185.3 cm, München.
- Navještenje (1445. – 50.) - ulje na dasci, 117 x 173 cm, Galerija Doria Pamphili, Rim.
- Herodova gozba (1452. – 1466.) - freska, Katedrala u Pratu.
- Sv. Ivan Krstitelj se oprašta od obitelji (1452. – 1466.) - freska, Katedrala u Pratu.
- Madonna del Ceppo (1453.) - tempera na dasci, 187 x 120 cm, Muzej Civic, Prato.
- Gospa s Djetetom (c. 1455.) - tempera na dasci, 35½ x 24in Uffizi, Firenca.
- Madona u šumi (kasne 1450te) - tempera na dasci, 127 x 116 cm, Staatliche muzej, Berlin.
- Pokop sv. Jeronima (1460. – 65.) - tempera na dasci, 268 x 165 cm, katedrala, Prato.
- Krunidba - scena iz Gospina života (1467. – 1469.) - freska u apsidi katedrale, Spoleto.

## Vanjske poveznice
- www.FraFilippoLippi.org  Arhivirana inačica izvorne stranice od 4. srpnja 2019. (Wayback Machine) 75 radova Filippa Lippija